# David Rowland Francis

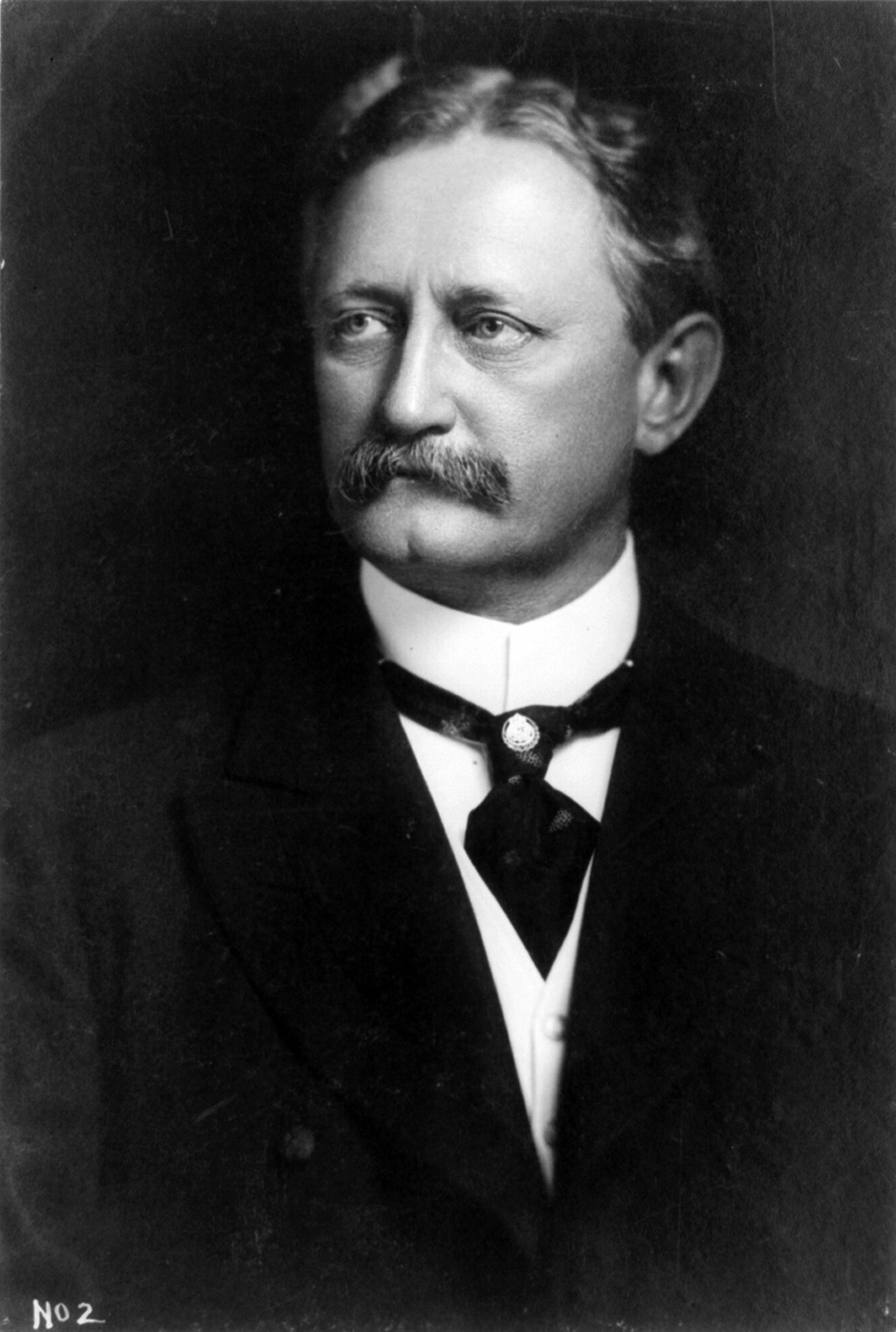
David Rowland Francis

David Rowland Francis (* 1. Oktober 1850 in Richmond, Madison County, Kentucky; † 15. Januar 1927 in St. Louis, Missouri) war ein US-amerikanischer Politiker. Er war Bürgermeister der Stadt St. Louis, Gouverneur des Bundesstaates Missouri, Innenminister und Botschafter in Russland. Er gehörte der Demokratischen Partei an.

## Frühe Jahre
Francis graduierte 1870 an der Washington University in St. Louis. Er war erfolgreich als Unternehmer in St. Louis tätig und heiratete 1876 Jane Perry, mit der er sechs Söhne hatte. 1877 gründete er sein eigenes Unternehmen, die D.R. Francis and Brothers Commission Company, und präsidierte ab 1884 die städtische Händlervereinigung.

## Politische Laufbahn
Francis war 1884 Delegierter zur Democratic National Convention und wurde im folgenden Jahr als Nachfolger von William L. Ewing Bürgermeister von St. Louis. Dieses Amt bekleidete er bis 1889. Am 6. November 1888 wurde er als Kandidat zum neuen Gouverneur seines Staates gewählt und am 14. Januar 1889 in sein neues Amt eingeführt. Von 1889 bis 1893 war Francis Gouverneur von Missouri; bis heute ist er der einzige Bürgermeister von St. Louis, der dieses Amt innehatte. In seiner vierjährigen Amtszeit wurde das Barnes Medical College gegründet. Damals entstand auch in Missouri eine landesweite Gewerkschaft (State Federation of Labor). Außerdem wurde ein Schiedsgericht für strittige Arbeitsfragen eingerichtet.
Im Kabinett von Grover Cleveland war Francis nach dem Rücktritt von Michael Hoke Smith vom 3. September 1896 bis zum 5. März 1897 Innenminister der Vereinigten Staaten.

## Weiterer Lebenslauf

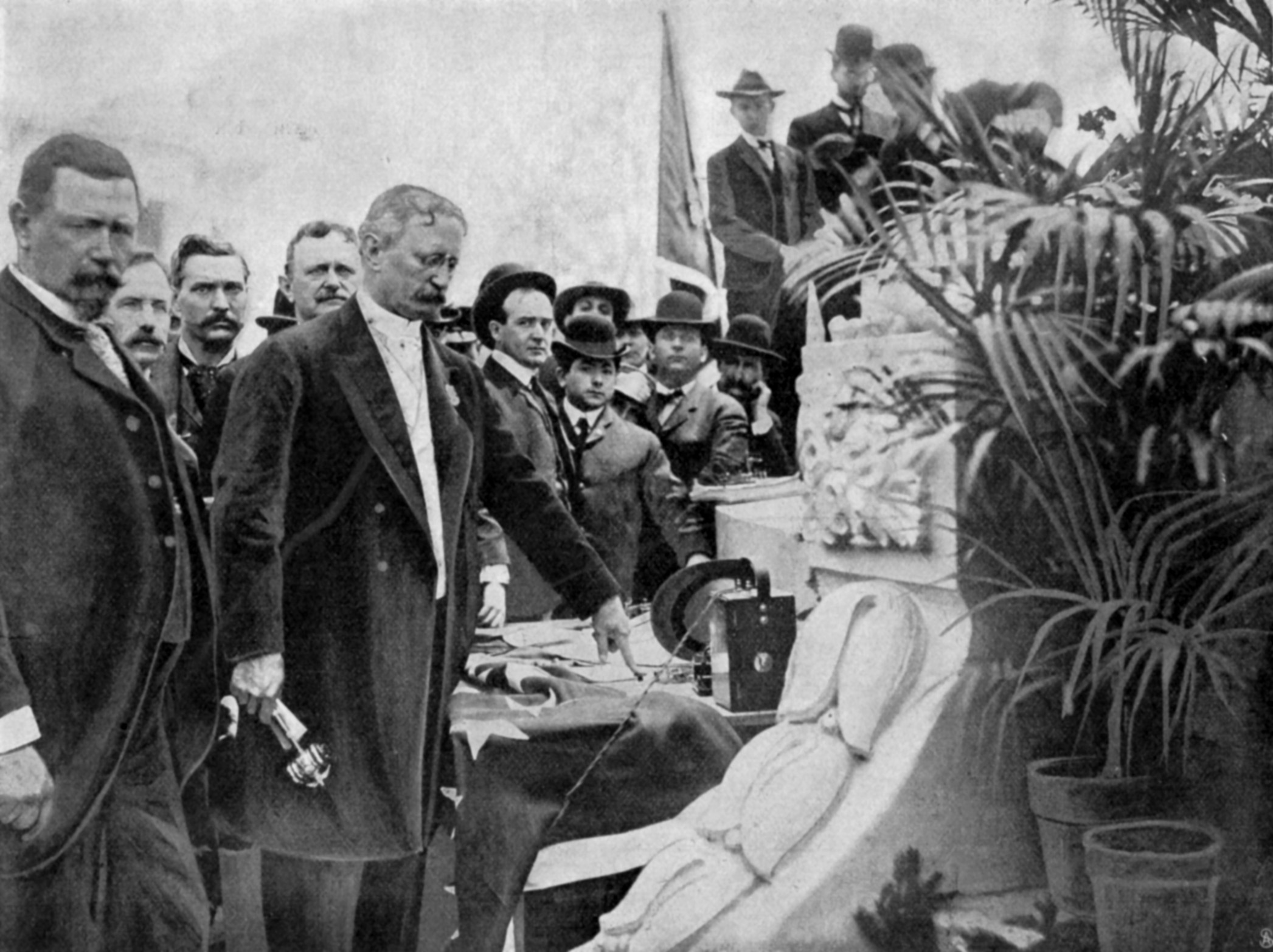
Francis bei der Signalgabe zur Eröffnung der Weltausstellung

Nach dem Ausscheiden aus der Regierung war er wieder als Unternehmer tätig. Er organisierte die Weltausstellung 1904 in St. Louis, die Louisiana Purchase Exposition, in deren Rahmen auch die III. Olympischen Spiele stattfanden. Präsident Woodrow Wilson ernannte Francis 1916 zum Botschafter in Russland. Er war der letzte US-Botschafter, der am Zarenhof empfangen wurde, und der letzte, der in Sankt Petersburg residierte. Nach der Februarrevolution 1917 war er der erste ausländische Diplomat, der die neue Regierung anerkannte. Als Folge der Oktoberrevolution verlegte er die Botschaft nach Wologda. Am 7. November 1918 verließ er Russland, die Botschaft wurde zehn Monate später geschlossen.